# تپه ساروداش ۲
تپه ساروداش ۲ مربوط به دوران‌های تاریخی پس از اسلام است و در شهرستان بوئین‌زهرا، بخش آوج، روستای بی آب واقع شده و این اثر در تاریخ ۲۵ خرداد ۱۳۸۱ با شمارهٔ ثبت ۵۷۵۱ به‌عنوان یکی از آثار ملی ایران به ثبت رسیده است.